# Laibacher Zeitung
Laibacher Zeitung je bil najvplivnejši in najdlje trajajoči nemški časnik na slovenskih tleh. Izhajal je od leta 1778 do 1918. Sprva je izhajal dvakrat ali trikrat tedensko, leta 1850 pa je postal dnevnik. Prinašal je uradna vladna sporočila ter aktualne novice iz političnega, trgovskega in kulturnega življenja. V prvem obdobju je bil objavljen z dodatkom Intelligenzblatt ter Illyrisches Blatt. Njuna naloga je bila širjenje znanja med širšo javnost.

## Nastanek
11. junija 1781 je bil na Dunaju izdan permisivni cenzurni dekret Jožefa II., ki je spodbudil razcvet časopisja. Leta 1782 je Ignac Alojz Kleinmayr dobil pravico do izdaje časopisa v Ljubljani. Časopis, ki je izhajal enkrat na teden, ni imel svojih poročevalcev in je le povzemal novice iz celega sveta. Zato se je imenoval Wöchentlicher Auszug von Zeitungen. Leta 1784 se je preimenoval v Laibacher Zeitung. Ime časopisa se je skozi krajšo ukinitvijo v času Ilirskih provinc večkrat spemenilo, vendar pa je v vsaki različici ostala prvina Laibacher Zeitung.
Od začetka pa vse do leta 1918 je bil Laibacher Zeitung uradni časopis dežele Kranjske in s tem je imel pravico objavljati politične članke. Edina izjema je bilo vmesno obdobje francoske vladavine. Časopis se je prilagajal strogi cenzuri. S potrebami po informacijah se je povečala njegova pogostost izhajanja. Sprva je izhajal enkrat tedensko, za časa ljubljanskega kongresa 1821 dvakrat tedensko, po letu 1850 pa je postal dnevnik. Poleg Intelligenzblatt zur Laibacher Zeitung, ki je vseboval javne oglase, cene žit na trgu, pozive na sodišče, osmrtnice ipd., je vseboval še literarne priloge (Illyrisches Blatt, pomembna za slovenske avtorje, ki so tu objavljali svoja dela, Blätter aus Krain) in druge priloge (Politisches Blatt).

## Različice
Konec osemdesetih let 18. stoletja so v Ljubljani delovale tri tiskarne: Egrova, Kleinmayrjeva in Merkova. Vsaka izmed njih je tiskala svoj Laibacher Zeitung.

### Kleinmayrjev Laibacher Zeitung
Leta 1770 je začel Ignac Alojz Kleinmayr (tudi Kleinmayer) v Celovcu izdajati Wöchentliches Intelligenzblatt s prilogo Wöchentlicher Auszug von Zeitungen, od leta 1784 dalje imenovan Klagenfurter Zeitung. Dne 20. 12. 1782 je dobil tudi v Ljubljani pravico za izdajanje časnika. Tako kot njegov celovški predhodnik je tudi ljubljanski časopis nosil naslov Wöchentlicher Auszug von Zeitungen. S prvim januarjem 1784 je časnik dobil novo ime Laibacher Zeitung. Na čelu skoraj vseh številk je uvodna misel. Od leta 1789 dalje se časnik deli na dva dela: prvi prinaša domače (inländische), drugi pa tuje (ausländische) novice. 29. 6. 1790 je Ignac Alojz Kleinmayr oznanil, da bo njegov časopis odslej izhajal dvakrat tedensko, ob petkih in ob torkih.

### Merkov Laibacher Zeitung
Ignac Merk (ok. 1750–1797) je bil sprva vodja tiskarne pri Ignacu Alojzu Kleinmayerju, leta 1786 pa si je pridobil dovoljenje za odprtje lastne tiskarne v Ljubljani. Tudi pri Merku imamo različne podatke o prvem letu izhajanja. Prva številka Kleinmayerju konkurenčnega časopisa Merkische Laibacher Zeitung je verjetno izšla leta 1788. Številke iz tega leta v Ljubljani niso ohranjene. Ohranjeni izvodi časopisa iz 18. stoletja so rariteta. Merk je  posnemal celo zunanjo podobo Kleinmayerjeve Laibacher Zeitung. Tudi Merkische Laibacher Zeitung ima verze na čelu lista in je v vsem na las podoben Kleinmayerjevemu časopisu. Merkische Laibacher Zeitung je izhajal dvakrat na teden, ob sredah in sobotah. V Ljubljani so ohranjene le številke iz prvih let, od 1789 do 1791. Časopis je najverjetneje izhajal do Merkove smrti leta 1797. Merk razen mladoletne hčerke ni imel potomcev in tiskarno  je kupil znanec Merkove družine (poročen je bil s služkinjo pri Merku, Regino Cirkovo) Anton Degotardi, ki je z izdajanjem Merkovega časnika nadaljeval.

### Degotardijev Laibacher Zeitung
Anton Degotardi (1773–1800) je bil podjeten in uspešen ljubljanski knjigotržec. O njegovem življenju in njegovi tiskarni je malo podatkov. Okoli leta 1799 je začel tiskati Kleinmayrju konkurenčni časopis Degotardische Laibacher Zeitung. Prva ohranjena številka nosi datum 2. januar 1799. V njej so novice od vsepovsod (Dunaj, Köln, Milano, Bruselj itd.), vendar so nekatere od njih zelo zastarele, saj poročajo o dogodkih, ki so se zgodili že konec novembra leta 1798. Zadnja, 63. številka Degotardijevega časnika je izšla 6. avgusta 1800, Degotardijeva smrt pri komaj 27 letih pa je pokopala tudi njegov časopis.  Mlada vdova, ki ji je pripadlo imetje, se je kmalu zatem vnovič poročila z Janezom Leopoldom Egrom in mu za doto v zakon prinesla Degotardijevo tiskarno. Egrov konkurenčni časopis je dobil ime Leopold Egerische Laibacher Zeitung.

### Egrov Laibacher Zeitung
Egrova tiskarna v Ljubljani je pravzaprav še najbolje kljubovala nastalim razmeram (politični pretresi zaradi napoleonskih vojn, ekonomske težave, boj s konkurenco). Mladi Janez Leopold Eger, ki niti po očetovi niti po materini strani ni dedoval stare Egrove tiskarne, se je tiskarskega poklica izučil pri drugih ljubljanskih tiskarjih. Postal je lastnik Degotardijeve tiskarne ravno v času, ko je njegova mati družinsko tiskarno prodala Andreju Gasslerju. Gassler, sprva hišni posestnik in knjigarnar v Ljubljani, je imel od leta 1795 v najemu tudi Kleinmayrjevo tiskarno.
Brez posebnega obvestila oziroma sporočila bralcem v Degotardijevi »Lajbaherici« je 9. avgusta 1800 izšel Leopold Egerische Laibacher Zeitung. Obsegal je osem tiskanih strani in prilogo. Poleg tega je imel Eger v okviru svojega nemškega časnika še literarno prilogo Anhang der Laibacher Zeitung. Priloga kaže na podobnost z Laibacher Wochenblatt zum Nutzen und Vergnügen, ki je od leta 1804 izhajal kot priloga Kleinmayrjevega časnika Laibacher Zeitung.
Po prenehanju izhajanja Egrovega časnika se je končalo obdobje konkurenčnih časopisov. Odslej sta Eger in Kleinmayr sodelovala pri izdaji Vereinigte Edel von Kleinmayer'sche und Leopold Eger'sche Laibacher Zeitung. Leta 1809 je časnik dobil tudi prilogo Inteligenzblatt z obvestili o umrlih, oglasi, ostalimi obvestili, uradnimi objavami itn. Naslednje leto se je v Napoleonovih Ilirskih provincah Egrov in Kleinmayrjev časopis še enkrat preimenoval, tokrat v Vereinigte Laibacher Zeitung, ki ga je tiskal Kleinmayr. Nad tem glavnim naslovom se je bohotil napis Illyrische Provinz. Z novim letom 1811 je prenehal izhajati, saj je imela nova oblast v Ilirskih provincah načrt svojega lastnega časnika v več jezikih Télégraphe officiel des Provinces Illyriennes.
Vereinigte Laibacher Zeitung postane Laibacher Zeitung. Konec Ilirskih provinc je obenem tudi zaton Telegrapha. Med bralce je prišel Vereinigte Laibacher Zeitung, ki je izhajal do konca leta 1820, ko se je dokončno preimenoval v Laibacher Zeitung. Prva številka je prinesla novice iz domačih krajev in iz tujine ter prilogo Inteligenzblatt. Tiskal ga je Ignaz Alfonz Edl. v. Kleinmayer, ki je bil obenem založnik in urednik. Vse do leta 1918 je bil Laibacher Zeitung edini uradni časopis, ki mu je konkurenco v letih od 1850 do 1852 delal en sam podoben časopis, pisan v slovenščini, Ljubljanski časnik, izhajajoč dvakrat tedensko.
Občasno so daljše prispevke, ki so izhajali v časopisu v nadaljevanjih v podlistku, ponatisnili kot samostojne brošure.

### Laibacher Zeitung danes
Leta 2017 je Kulturno društvo nemško govoreče mladine (KDJ) po skoraj sto letih od izida zadnje številke leta 1918 ponovno začelo izdajati časopis pod enakim imenom. Časopis se posveča aktualni problematiki nemško govoreče narodne skupnosti v Sloveniji, krepitvi manjšinske zavesti in povezovanju med narodnimi skupnostmi v Evropi.  Časopis "Laibacher Zeitung" v dvojezični obliki (slovensko in nemško) izhaja štirikrat letno. 
Več o časopisu danes na spletni strani: https://laibacher-zeitung.si

#### Oblika novega časopisa
V Kulturnem društvo nemško govoreče mladine v Ljubljani so se odločili, da v formatu časopisa vsaj deloma ohranijo star značaj zgodovinske izdaje "Laibacher Zeitung"-a. Nova izdaja je v primerjavi z zgodovinskim časopisom popolnoma dvojezična in jo lahko berejo tako slovensko, kot tudi nemško govoreči bralci.